# Неустроев, Николай Петрович
Николай Петрович Неустроев (род. 10 августа 1945, Дружина, Якутская АССР) — советский и российский борец вольного стиля, тренер; чемпион СССР (1971), мастер спорта СССР международного класса (1971), мастер спорта Якутской АССР (1971), заслуженный тренер РСФСР (1985) и Якутской АССР (1975).

## Биография
Родился 14 августа 1945 года в посёлке Дружина Абыйского района Якутской АССР.
Вольной борьбой начал заниматься под руководством тренера Ильи Васильевича Павлова, с 1964 года — у заслуженного тренера РСФСР И Якутской АССР Николая Николаевича Волкова. Становился бронзовым призёром чемпионата СССР (1970, Махачкала) и чемпионом СССР среди сельских спортсменов (1967, Йошкар-Ола). Чемпион (1970, Сыктывкар), серебряный (1972, Махачкала) и бронзовый (Ростов-на-Дону) призёр чемпионатов РСФСР. Был победителем всесоюзных турниров на призы Салавата Юлаева, Василия Чапаева, Александра Иваницкого, а также международных матчевых встреч. Неоднократный чемпион зоны Дальнего Востока и Сибири; спортивных обществ «Урожай», «Спартак» и профсоюзов СССР. Чемпион Якутской АССР в 1967, 1969, 1970 и 1973 годах. Чемпион V Спартакиады народов Якутской АССР по борьбе хапсагай. Николай Неустроев стал первым чемпион СССР (1971, Москва) из Якутии.
По окончании спортивной карьеры, получив высшее образование, работал старшим тренером сборной Якутской АССР и государственным тренером СССР по Якутской АССР по вольной борьбе. Затем много лет работал в ДЮСШ-3 города Якутска, в последнее время — старший тренер ДЮСШ посёлка Белая Гора. Занимается общественной деятельностью.
Лауреат премии XX века Республики Саха (Якутия) по спорту, Почётный гражданин Абыйского улуса.
На призы Н. П. Неустроева в якутской ДЮСШ-3 проводится открытый окружной турнир по вольной борьбе.